# De sang-froid (roman)
Pour les articles homonymes, voir De sang-froid.
De sang-froid : récit véridique d'un meurtre multiple et de ses conséquences (titre original : In Cold Blood: A True Account of a Multiple Murder and Its Consequences) est un roman non fictionnel appartenant au genre littéraire du true crime écrit par l'auteur américain Truman Capote et publié en 1966.
La traduction en français, signée Raymond Girard, paraît la même année aux éditions Gallimard.

## Présentation
Le roman est découpé en quatre chapitres : 1/ Les derniers à les avoir vus en vie. 2/ Personnes inconnues. 3/ Réponse. 4/ Le coin.

### Le roman
En 1959, à Holcomb (Kansas), deux jeunes truands tuent, sans mobile apparent, quatre membres de la famille d'un fermier. Capote, tombant sur l'article traitant de ce crime, décide de relater cette histoire avec la plus grande précision. Pour cela, il quitte New York et part s'installer quelque temps à Holcomb, afin de recueillir le maximum d'informations sur la façon dont s'est déroulé le crime. Il recueille, avec l'aide de son amie Harper Lee, le témoignage et l'avis de la population et des autorités locales, et surtout il rencontre et interroge les assassins eux-mêmes dans leur cellule. Au terme de son enquête, il finit par recueillir plus de 8 000 pages de notes. De plus, Capote a pris en compte les lettres de Don Cullivan, qui avait servi dans l'armée avec Smith, l'un des deux tueurs et qui avait assisté au procès. 
Capote commence par décrire le lieu du crime, une petite ville de la Bible Belt. Tous les protagonistes sont ensuite présentés, grâce aux témoignages recueillis et divers documents consultés par l'auteur. Viennent ensuite la traque des criminels et la reconstitution du crime au travers des témoignages des enquêteurs et des criminels.

### Les thèmes
Le texte s'intéresse particulièrement à la psychologie des deux jeunes criminels. Capote décrit l'étrange processus qui mène de simples marginaux, rongés par une multitude de démons intérieurs, à un quadruple meurtre. Un autre sujet qui fascine l'auteur est la façon dont une petite communauté sans histoire vit une telle tragédie.

### Les personnages
L'auteur met en scène de nombreux personnages : familles, voisinages, corps de métiers (détectives et leurs familles, ou des communautés, des professeurs, les chasseurs, le pompiste, pour exemples) qui peuvent troubler la lecture et nécessiter une reprise des pages déjà lues.

## Devenir de l'œuvre
D'abord publié en feuilleton dans The New Yorker, en 1965, puis en volume l'année suivante, De sang-froid devient immédiatement un classique de la littérature américaine du XXe siècle. L'ouvrage s'est vendu à plus de huit millions d'exemplaires. Il vaut à Truman Capote une immense gloire, mais le précipite également dans une dépression dont il ne sort plus, touché à jamais par sa rencontre avec Perry Smith, l'un des deux assassins.
Capote a lui-même évoqué son roman dans d'autres parties de son œuvre :
- Son recueil de nouvelles, Les chiens aboient : souvenirs, sites, silhouettes (1977), traduit de The Dogs Bark: Public People and Private Places (1973), s'ouvre sur un texte intitulé Fantômes au soleil : le tournage du film “De sang-froid”, dans lequel il évoque ses rencontres avec Perry Smith.
- Sa correspondance (Un plaisir trop bref, 2007, traduite de Too Brief a Treat, 2004) comprend plusieurs lettres à des proches ou à Alvin Dewey (l'enquêteur en chef, avec qui il s'était lié d'amitié) qui mentionnent son travail sur le roman, son impossibilité à le terminer avant d'être fixé sur le sort des criminels, et le choc que fut pour lui leur pendaison :

« Perry et Dick ont été pendus mardi dernier. J’étais là parce qu’ils me l’avaient demandé. Ce fut une épreuve atroce. Dont je ne me remettrai jamais complètement. Je vous en parlerai un jour, si vous pouvez le supporter. »

— Lettre à Cecil Beaton, 19 avril 1965

## Honneurs
De sang-froid occupe la 54e place au classement des cent meilleurs livres policiers de tous les temps établi par l'association des Mystery Writers of America en 1995[réf. nécessaire].
De même forme, le roman figure dans la liste du périodique britannique The Guardian des 100 meilleurs livres écrits en anglais (en).

## Adaptations

### Au cinéma
- 1967 : De sang-froid, film américain réalisé par Richard Brooks.

### À la télévision
- 1972 : De sang-froid, téléfilm français réalisé par Abder Isker, avec Michel Beaune, Geneviève Fontanel, diffusé le 6 juillet.
- 1996 : De sang-froid, mini-série américaine réalisé par Jonathan Kaplan.

L'histoire de l'écriture du roman, aussi fascinante que le fait divers lui-même, a fourni plus tard la trame de deux autres films, Truman Capote de  Bennett Miller et Scandaleusement célèbre de Douglas McGrath, ainsi que d'une bande dessinée, Capote in Kansas de Chris Samnee et Ande Parks (en), tous trois réalisés en 2005-2006.